# Atrichopogon adjacens
Atrichopogon adjacens är en tvåvingeart som först beskrevs av Jean-Jacques Kieffer 1924.  Atrichopogon adjacens ingår i släktet Atrichopogon och familjen svidknott. Inga underarter finns listade i Catalogue of Life.